# Stefano Ayroldi
Stefano Ayroldi (Bari, 25 aprile 1967) è un ex assistente arbitrale di calcio italiano.

## Biografia
È fratello dell'ex-arbitro di Serie A Nicola Ayroldi. Anche suo figlio Giovanni ha intrapreso la carriera arbitrale.

## Carriera

### Carriera arbitrale

#### Nazionale
Appartenente alla sezione AIA di Molfetta, come arbitro ha raggiunto la C.A.N. C, dove ha diretto dal 1995 fino al 2000. Nel 2000 passa al ruolo di Assistente Arbitrale e viene inserito nell'organico della Commissione Arbitri Nazionale. Il debutto in Serie A avviene un anno più tardi.
In totale ha raccolto 155 presenze in Serie A, tra cui numerose "classiche" del campionato italiano, come una Juventus-Inter, un derby di Milano, due derby di Roma, un Milan-Juventus, quattro Juventus-Roma, un Milan-Roma, due derby di Genova e gli spareggi-promozione della Serie B 2005-2006 (Torino-Mantova) e della Serie B 2008-2009 (Livorno-Brescia).
A livello nazionale, Ayroldi è stato impegnato, tra le altre, nelle finali di Coppa Italia del 2009 tra Lazio - Sampdoria (diretta da Roberto Rosetti) ed in quella di ritorno del 2006 tra Inter - Roma (diretta da Domenico Messina).

#### Internazionale
Internazionale dal 2006, nel maggio 2009 viene designato insieme ai suoi colleghi abituali per la finale della Coppa dell'Emiro del Qatar (Vinta per 2 a 1 dall'Al-Rayyan sull'Al-Gharafa). Pochi mesi dopo, a ottobre viene convocato per il Campionato mondiale di calcio Under-20 in Egitto. Nel dicembre 2009 giunge la convocazione per assistere Rosetti in occasione della Coppa del mondo per club FIFA 2009, negli Emirati Arabi Uniti. Nel corso della manifestazione venne assegnata a Rosetti la semifinale tra i sudcoreani del Pohang Steelers e gli argentini dell'Estudiantes, alla quale lui partecipò in qualità di secondo assistente. Vanta anche due presenze da assistente di Rosetti nelle semifinali di UEFA Champions League (nel 2009 e nel 2010).
Si è trovato frequentemente in terna con i colleghi Roberto Rosetti e Paolo Calcagno e tutti e tre sono stati selezionati dalla FIFA, in rappresentanza alla classe arbitrale italiana, in vista dei Mondiali di calcio 2010 in Sudafrica.
Il 31 dicembre 2010 l'AIA lo ritira dalle liste internazionali.

#### Controversie
Ha fatto molto discutere l'atteggiamento tenuto alla fine della partita Fiorentina-Inter (33ª giornata del campionato di Serie A 2009-2010, 10 aprile 2010), conclusasi col punteggio di 2-2: dopo il fischio finale Ayroldi, assistente durante la partita, è stato visto esultare a pugni chiusi urlando "e andiamo, andiamo...". La cosa non sfuggì all'allenatore dell'Inter Mourinho, che chiese invano spiegazioni ad Ayroldi. In seguito, la FIGC fece sapere che si trattò "di un gesto di soddisfazione degli arbitri per una partita diretta ottimamente".
Un altro episodio controverso accadde ai mondiali 2010 in Sudafrica: l'assistente barese non segnalò un netto fuorigioco dell'argentino Carlos Tévez, il quale segnerà il gol dell'1-0 nell'ottavo di finale Argentina-Messico (3-1 risultato finale). A causa di questo errore, la FIFA escluderà la terna italiana dal prosieguo dei mondiali.
Il 22 settembre 2010 è al centro di nuove polemiche a seguito dei presunti errori della gara Brescia-Roma.

### Dopo il ritiro
Il 30 giugno 2011 viene dismesso dalla C.A.N. A per raggiunti limiti di permanenza nel ruolo. In seguito è componente del Settore Tecnico Nazionale.

#### Impegno politico
Nel 2013 si candida al Senato della Repubblica col partito Fratelli d'Italia - Centrodestra Nazionale, guidato da Ignazio La Russa, nella circoscrizione Puglia.